# Kühllastwagen

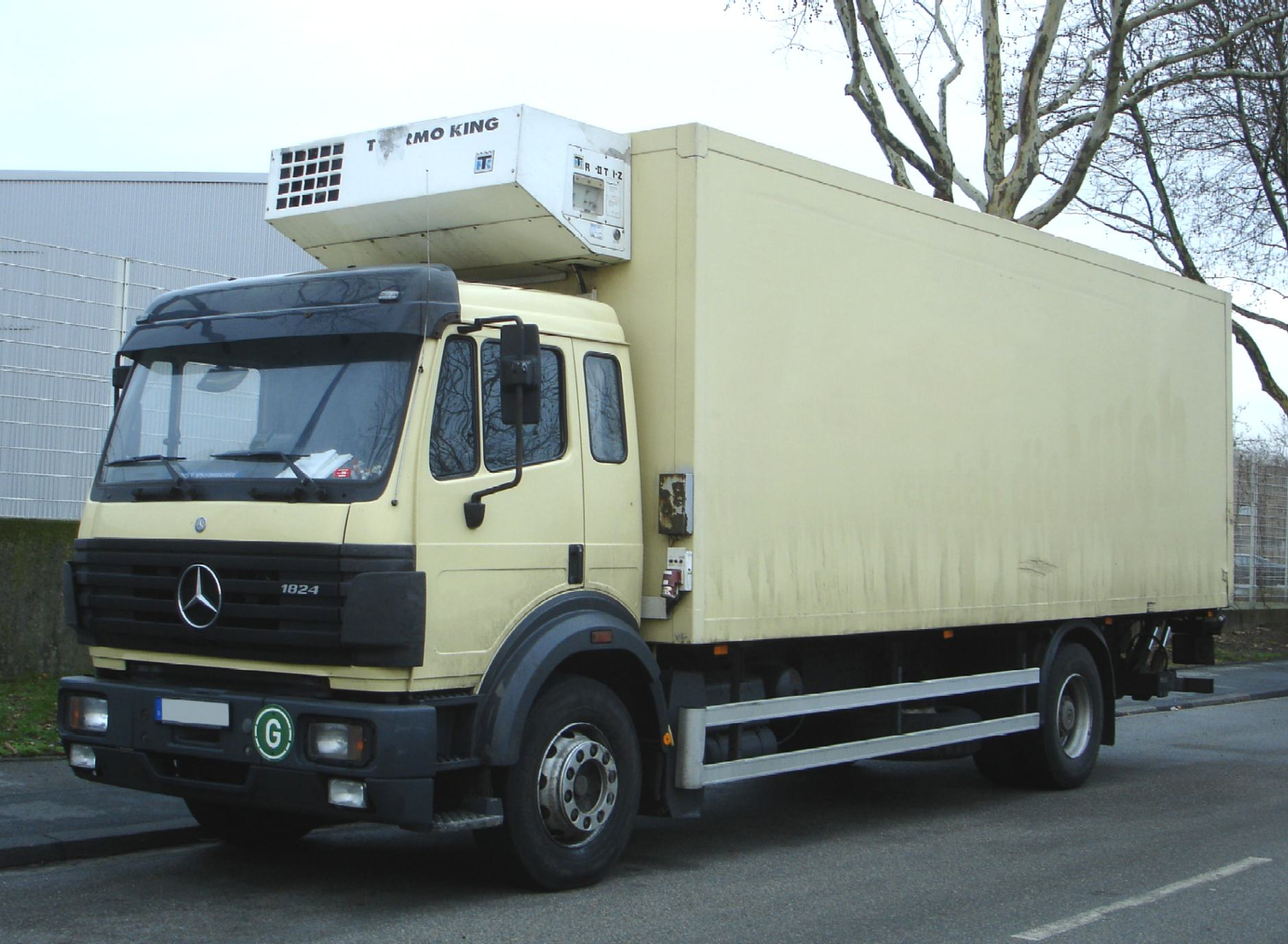
Älterer Kühlwagen mit Kühlaggregat über dem Fahrerhaus

Kühllastwagen sind Lastkraftwagen mit einem Kühlaufbau und werden für temperaturgeführte Transporte verwendet.
Im Güterverkehr und besonders im Güterfernverkehr werden überwiegend Sattelzüge und Gliederzüge eingesetzt, im Nahverkehr und im Stadtverkehr dagegen oft Motorwagen (Lkw ohne Anhänger) oder Kleintransporter.

## Fahrzeugaufbau

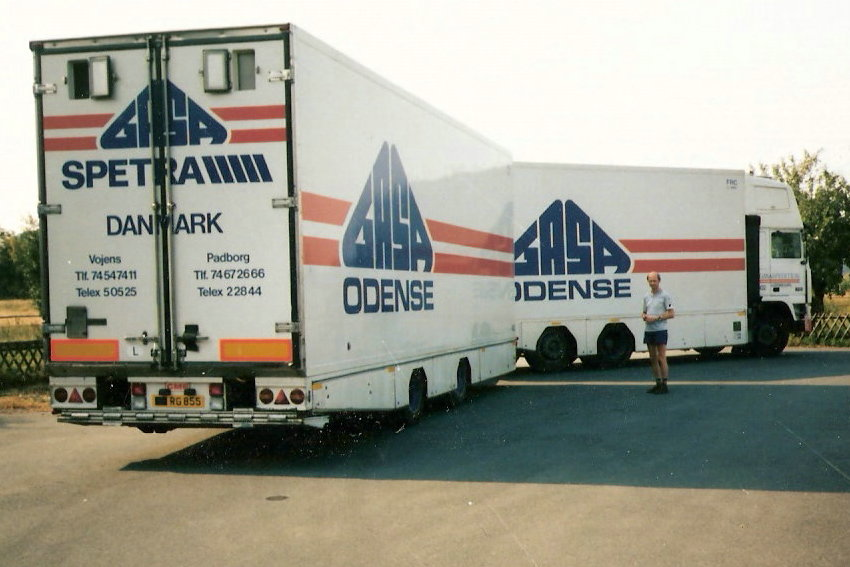
18,35 m langer, verkleideter Tiefkühlzug

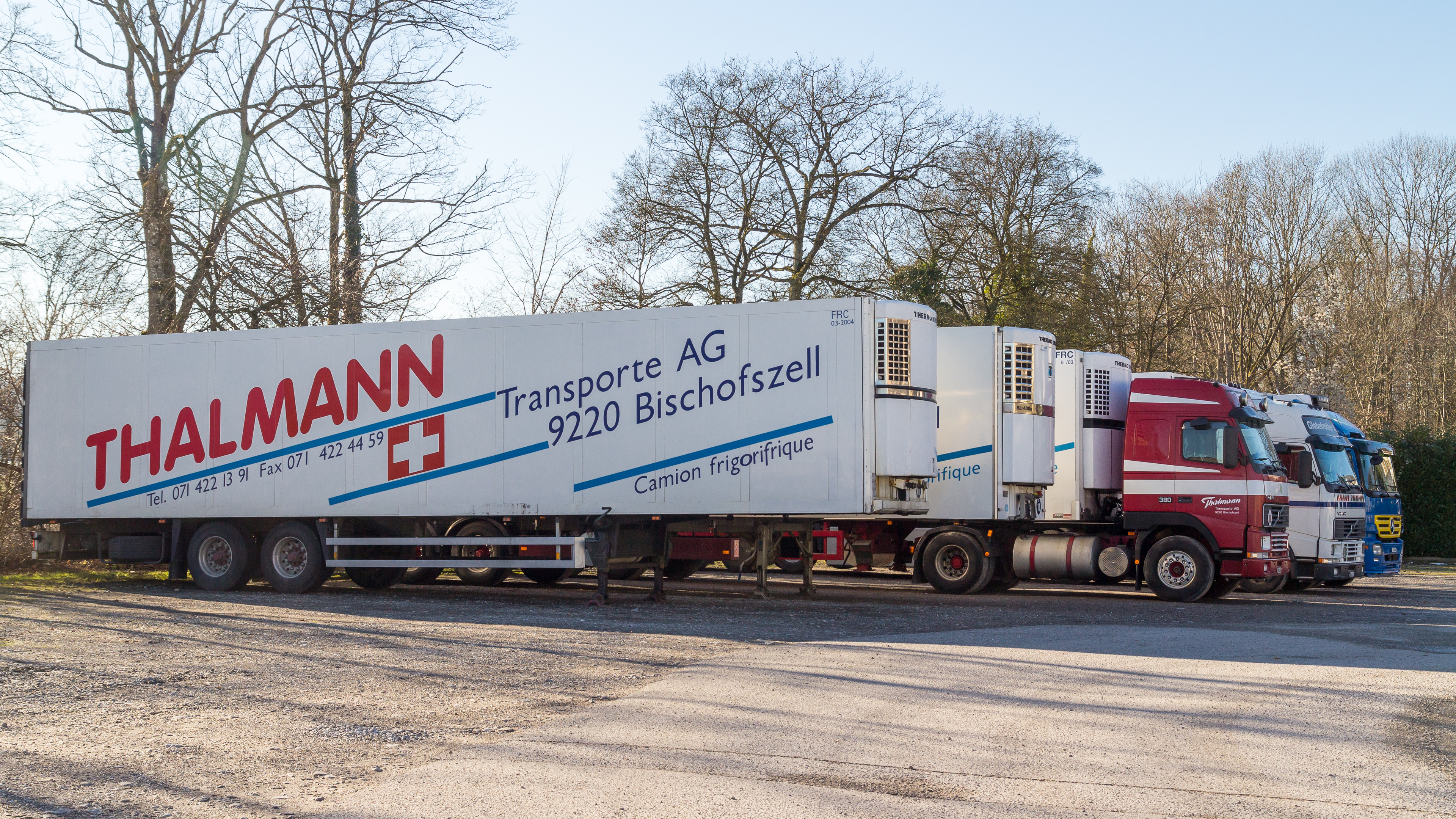
Kühltransport-Sattelzüge

Durch den aufwendigen, isolierten Aufbau und das Kühlaggregat (fast immer mit Heiz- und Kühlfunktion) sind diese verglichen mit anderen geschlossenen Aufbauten technisch wesentlich aufwendiger. Besonders bei den Unterhaltskosten können durch im Transportalltag häufig auftretende kleine Rangierschäden große Reparaturkosten entstehen.
In der Zwischenzeit hat sich gerade im Bereich der Micro-Logistik und des home delivery der Kastenwagen mit seiner extrem hohen Wendigkeit durchgesetzt. Diese Fahrzeuge werden hauptsächlich bis 3,5 t zulässigem Gesamtgewicht eingesetzt und sind somit auch mit einer Fahrerlaubnis Klasse „B“ zu fahren. Hier sind in der letzten Zeit zudem viele Multitemperatur-Varianten entstanden, die das gleichzeitige Verteilen von frischer und gefrorener Ware zulassen.
Im Transportgewerbe ist Flexibilität eines der wichtigsten Kriterien. Daher werden die Fahrzeuge häufig individuell nach Wunsch gefertigt, wie es der Transportunternehmer und der eventuelle Stammkunde benötigt, und es setzt sich im Gegensatz zum Automobil-Sektor auch keine standardisierte Massenfertigung in Billiglohnländern durch, zumal die Anschaffungskosten gerechnet auf die Laufzeit auch einen niedrigen Stellenwert einnehmen.
Ein isolierter Kofferaufbau ist durch die üblicherweise doppelwandige GFK-Beplankung mit dazwischen liegendem Isolierkern aus Polyurethanschaum und Holz- oder Aluminiumverstrebungen schwerer als ein vergleichbarer geschlossener Planenaufbau. Einige Hersteller bieten in der Zwischenzeit auch Isolierschäume aus recycelten PET-Flaschen an. Dieser Schaum hat einen nahezu gleichen Isolierwert, schont aber Ressourcen.
Damit auch weiterhin die für genormte Transporteinrichtungen wie Europaletten und Gitterbox sinnvolle Innenbreite von 2,40 m erhalten bleibt, dürfen temperaturgeführte Aufbauten über eine Gesamtbreite von 2,60 m verfügen und somit die sonst maximal erlaubte Gesamtbreite von 2,55 m ohne Ausnahmegenehmigung überschreiten. Da die maximale Fahrzeuglänge aber gesetzlich begrenzt ist, können übliche Kühlauflieger nur 33 statt 34 Europaletten transportieren. Sattelauflieger mit einer Doppelstock-Verladung laden 66 Paletten.
Im Lieferverkehr spielen voll isolierte Transporter eine immer größere Rolle. Gerade in den urbanen Lebensräumen, in denen Fahrzeugverkehr reduziert wird, spielen auch Elektrotransporter zunehmend eine Rolle.

## Die Temperatursteuerung

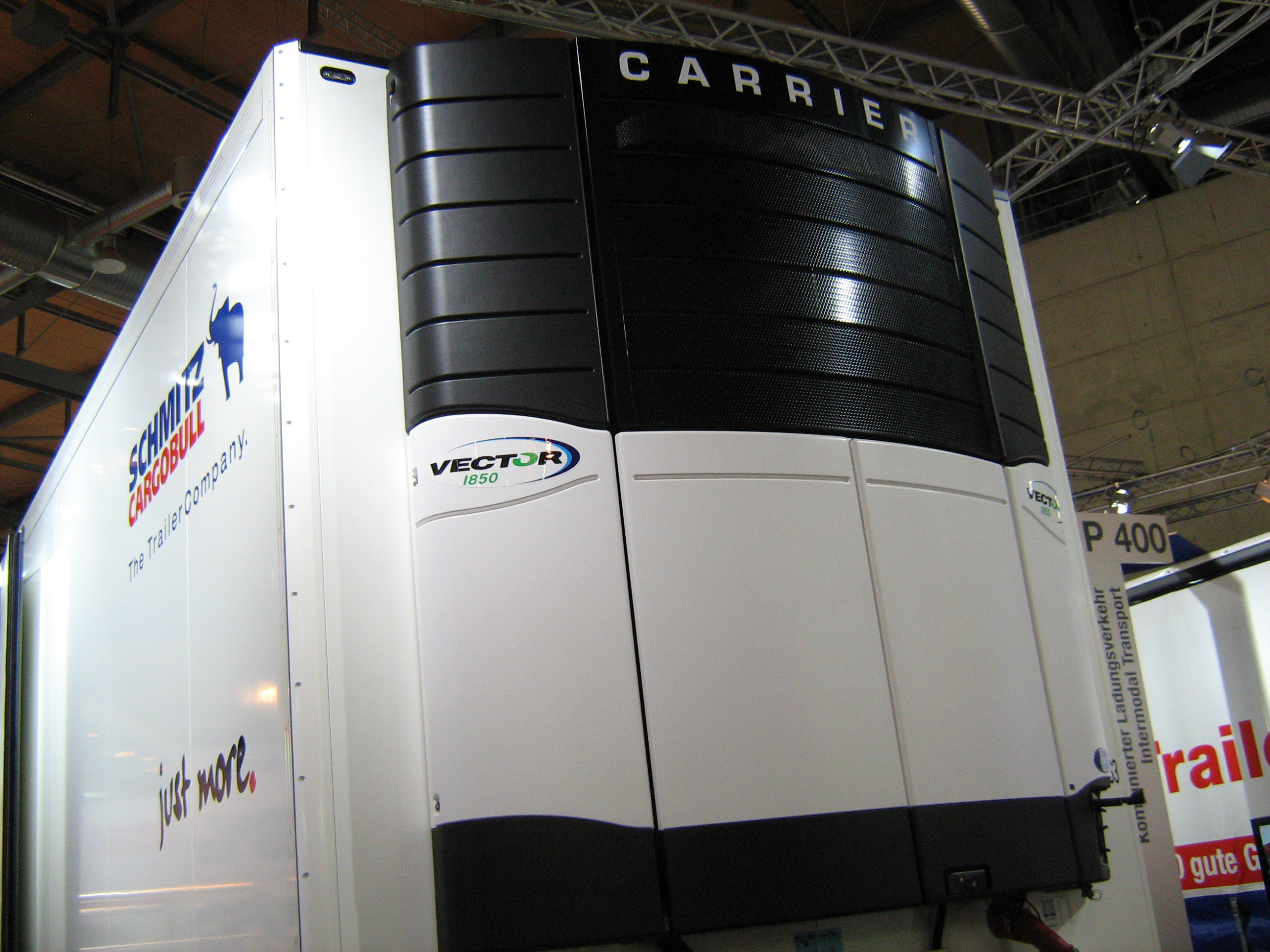
Auflieger mit Kühlmaschine

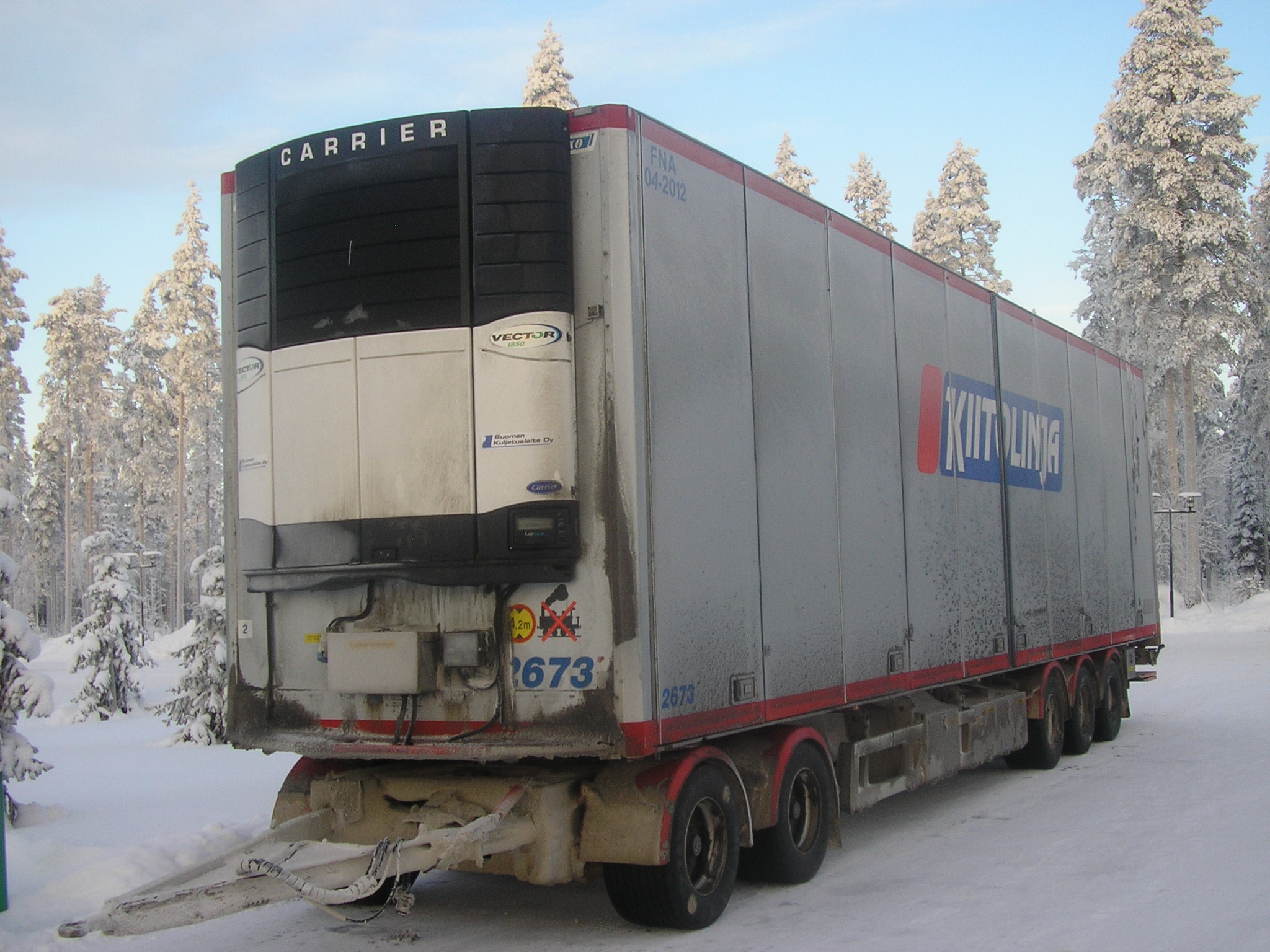
Kühlauflieger mit Dolly und seitlichen Türen

Das Kühlaggregat wird immer bei Fernverkehrszügen und häufig auch ab dem mittelschweren Nahverkehrseinsatz während der Fahrt über einen unterhalb des Sattelaufliegers montierten Kraftstofftank oder, bei Gliederzügen, durch den Dieseltank des Fahrzeugs betrieben.
Um während Standzeiten die Lärm- und Abgasbelastungen zu verringern, verfügen viele Kühlaggregate zusätzlich über einen Drehstromanschluss, der einen verhältnismäßig leisen, elektrischen Kühlbetrieb ermöglicht. Zusätzliche Kapselungen und Dämmungen im Kühlaggregat minimieren bei beiden Einsatzarten die Geräuschentwicklung, im Dieselbetrieb werden die Abgase über eine Schalldämpfer-Abgasreinigungsanlage abgeführt.
Einige wenige, hauptsächlich alte Fahrzeuge ab dem mittelschweren Nahverkehr werden über rein strombetriebene Kühlaggregate vorgekühlt und können nicht autark (vom Stromnetz unabhängig) betrieben werden. Daher eignet sich diese Kühlart auch nur für kurze Transportwege und -zeiten.
Die Kühlung der Kleintransporter erfolgt aufgrund des geringen Transportvolumens mit kleinen, über das Fahrzeugstromnetz oder Diesel betriebenen Aggregaten.
Weitere technische Besonderheiten im temperaturgeführten Transport sind je nach Einsatzzweck z. B. Temperaturschreiber. Die Temperaturen werden erfasst, gespeichert, und der Verlauf kann jederzeit an einem Display angezeigt oder auch ausgedruckt werden. Es sind auch eine digitale Temperatur-Überwachung über Satellit (GPS) und entsprechende Flottensteuerungslösungen möglich. Dies dient der Qualitätssicherung, um unzulässige Temperaturschwankungen auch später noch feststellen und nachhaltig vermeiden zu können. Nach den EU-Verordnungen 178/2002/EG und 37/2005/EG besteht die Nachweispflicht zur Rückverfolgung der Qualitätssicherung bei Lebensmitteln.

## Ausstattungen
Den Anforderungen entsprechend können auch die Aufbauten mit Doppelstockeinrichtungen oder komplett mit seitlichen Türen gebaut werden. Dieses kann zur Verringerung des Nutzlastgewichts führen.
Aufbauten für Transporte von Frischfleisch sind unterhalb des Daches mit Schiebebahnen und Fleischhaken ausgestattet. Diese Fleischhaken können jeweils in kurzen Abständen gesperrt werden, sodass zum Beispiel Schweine- oder Rinderhälften während der Fahrt nicht über die ganze Aufbaulänge hin und her rutschen können.

## Hersteller
Über 90 % aller in Deutschland verkauften Kühlauflieger stammen von den beiden deutschen Fahrzeugherstellern Schmitz Cargobull oder Krone. Die restlichen 10 % fallen hauptsächlich auf die fusionierten Hersteller Kögel und Chereau (Frankreich) (Stand 2004).